# Gogapur
Gogapur é uma vila no distrito de Ujjain, no estado indiano de Madhya Pradesh.

## Geografia
Gogapur está localizada a 23° 33′ N, 75° 31′ L. Tem uma altitude média de 486 metros (1594 pés).

## Demografia
Segundo o censo de 2001, Gogapur tinha uma população de 6 371 habitantes. Os indivíduos do sexo masculino constituem 51% da população e os do sexo feminino 49%. Gogapur tem uma taxa de literacia de 65%, superior à média nacional de 59,5%: a literacia no sexo masculino é de 76% e no sexo feminino é de 54%. Em Gogapur, 16% da população está abaixo dos 6 anos de idade.